# Kaldenhausen
Kaldenhausen ist ein Ortsteil im Duisburger Stadtbezirk Rheinhausen. Von 1927 bis 1934 bildete Kaldenhausen eine eigene Gemeinde im damaligen Kreis Moers in der preußischen Rheinprovinz.

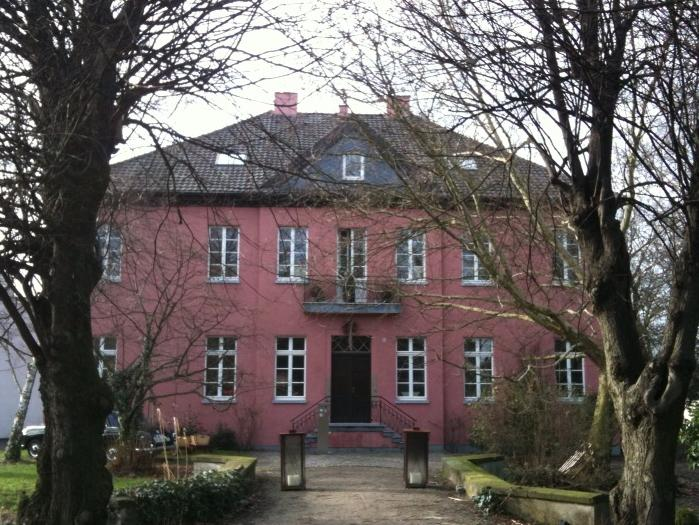
Haus Kaldenhausen

## Geographie
Kaldenhausen bildet den südlichen Teil des Duisburger Stadtteils Rumeln-Kaldenhausen. Die historische Grenze zum nördlich anschließenden Rumeln, mit dem es baulich eng verwachsen ist, war dort, wo heute aus der Düsseldorfer Straße in Kaldenhausen die Moerser Straße in Rumeln wird. Die Gemeinde Kaldenhausen hatte 1925 auf eine Fläche von 4,88 km² 1263 Einwohner.

## Geschichte
Seit dem 19. Jahrhundert gehörte Kaldenhausen zur Landgemeinde Hohenbudberg-Kaldenhausen in der Bürgermeisterei Friemersheim, die zunächst zum Kreis Krefeld und seit 1857 zum Kreis Moers gehörte. Die Gemeindeteile Hohenbudberg und Hagschinkel der Gemeinde Hohenbudberg-Kaldenhausen wurden am 1. November 1927 in die Stadt Uerdingen umgemeindet. Der Rest der Gemeinde bestand als Kaldenhausen im Amt Rheinhausen fort. Der größte Teil der Gemeinde Kaldenhausen wurde am 1. Juni 1934 mit Rumeln zusammengeschlossen und gehört heute zum Duisburger Stadtteil Rumeln-Kaldenhausen. Gebietsteile von Kaldenhausen im Bereich des Rangierbahnhofs und der Eisenbahnsiedlung Hohenbudberg kamen zur Stadt Rheinhausen und gehören heute zum Duisburger Stadtteil Friemersheim.

## Baudenkmäler
Das Haus Kaldenhausen, das Mahnmal zum 17. Juni 1953 und mehrere Grabmale auf dem Friedhof stehen in Kaldenhausen unter Denkmalschutz.

## Sport
Örtliche Sportvereine sind der TV Kaldenhausen 05 und der Allgemeine Schützenverein Kaldenhausen.